# Donald Ransom Whitney
Donald Ransom Whitney (ur. 27 listopada 1915 w East Cleveland, zm. 16 sierpnia 2007) – amerykański statystyk i matematyk. Wspólnie z Henrym Mannem jest twórcą testu Manna-Whitneya.